# Spreewald-Kaserne
Die Spreewald-Kaserne ist eine Kaserne der Bundeswehr in der Gemeinde Märkische Heide in Brandenburg und beheimatet das Sanitätsmateriallager Krugau.

## Lage
Die Kaserne liegt im Landkreis Dahme-Spreewald etwa zwei Kilometer östlich des Ortsteils Krugau der Gemeinde Märkische Heide. Östlich der Liegenschaft befindet sich das Naturschutzgebiet Dollgener Grund mit dem Dollgensee. Einen Kilometer östlich verläuft die Bundesstraße 179, zweieinhalb Kilometer südlich die Bundesstraße 87.

## Benennung
Benannt ist die Kaserne nach der Kulturlandschaft Spreewald im südöstlichen Brandenburg.

## Nutzung
Die Kaserne beherbergt eines von zwei Sanitätsmateriallagern der Bundeswehr (das andere ist im westfälischen Gronau, Ortsteil Epe). Geleitet wird es von einem Oberstabsapotheker. Im Depot wurde Material zur Bewältigung der COVID-19-Pandemie in Deutschland eingelagert.

## Geschichte
Auf dem Gelände befand sich im Zweiten Weltkrieg ein Panzernebenzeugamt sowie ein Heeresmunitionsdepot. Im Waldgebiet südöstlich der heutigen Kaserne finden sich noch Reste der Muna Krugau, die über ein Gleisnetz von fast 17 Kilometern verfügte. 
Die Kaserne wurde von der Nationalen Volksarmee als Depot für die Luftstreitkräfte genutzt. 
Zum 3. Oktober 1990 übernahm die Bundeswehr das Depot. Nach dem Zusammenschluss von 17 bis dahin selbständigen Gemeinden am 26. Oktober 2003 zur neuen Gemeinde Märkische Heide behielt das Depot in der Kaserne den Ortsnamen des nun nicht mehr selbständigen Ortsteils Krugau bei.

## Dienststellen
Folgende Dienststellen (Auswahl) sind bzw. waren in der Kaserne stationiert:
aktuell:
- Sanitätsmateriallager Krugau

ehemalig Bundeswehr:
- Luftwaffenmaterialdepot 51 (03.10.1990–31.12.2004)
- Luftwaffenkraftfahrzeugtransportstaffel 52 (01.10.1991–31.12.2003)
- Kraftfahrausbildungszentrum Krugau (01.07.2002–30.06.2006)
- Materialdepot Müritz – Sanitätsmateriallager Krugau (01.07.2008–31.12.2018)

ehemalig Nationale Volksarmee:
- Fliegertechnisches Lager 14
- Wartungskompanie 14
- Kfz-Transportkompanie 34